# ハムレット (1948年の映画)
『ハムレット』（原題: Hamlet）は、1948年に製作・公開されたイギリス映画。

## 概要
ウィリアム・シェイクスピアの同名戯曲の映画化であり、ローレンス・オリヴィエが製作・監督・主演を務めた。白黒で重厚な雰囲気を持つ不朽の名作と言われ、第21回アカデミー賞にてハリウッド以外の作品として初となる作品賞・主演男優賞を始めとした5部門を受賞。

## キャスト
※括弧内はPDDVD版日本語吹替。
- ハムレット：ローレンス・オリヴィエ（小山力也）
- オフィーリア：ジーン・シモンズ（森谷恵利）
- ガートルード：アイリーン・ハーリー（久保田民絵）
- クローディアス：ベイジル・シドニー（金尾哲夫）
- ホレーショ：ノーマン・ウーランド（丸山壮史）
- ポローニアス：フェリックス・エイルマー
- レイアティーズ：テレンス・モーガン

その他日本語吹替出演：小山武宏、中西陽介、鈴木貴征、中村浩太郎

## スタッフ
- 監督：ローレンス・オリヴィエ
- 製作総指揮：ローレンス・オリヴィエ
- 音楽：ウィリアム・ウォルトン
- 撮影：デズモンド・ディキンソン
- 編集：ヘルガ・クランストン
- 美術：ロジャー・K・ファース、カーメン・ディロン
- 衣裳：エリザベス・ヘニングス

## 映画賞受賞・ノミネーション
- 受賞
  - 英国アカデミー賞作品賞
  - アカデミー作品賞
  - アカデミー主演男優賞：ローレンス・オリヴィエ
  - アカデミー美術賞：ロジャー・K・ファース（英語版）(美術監督部門) / カーメン・ディロン（英語版）(装置監督部門)
  - アカデミー衣裳デザイン賞：ロジャー・K・ファース（英語版）（白黒部門）
  - ゴールデングローブ賞外国映画賞
  - ゴールデングローブ賞 主演男優賞 (ドラマ部門)：ローレンス・オリヴィエ
  - ニューヨーク映画批評家協会賞 主演男優賞：ローレンス・オリヴィエ
  - ヴェネツィア国際映画祭金獅子賞
  - ヴェネツィア国際映画祭 女優賞：ジーン・シモンズ
- ノミネーション
  - 英国アカデミー賞最優秀英国映画賞
  - アカデミー監督賞：ローレンス・オリヴィエ
  - アカデミー助演女優賞：ジーン・シモンズ
  - アカデミー作曲賞（劇・喜劇映画）：ウィリアム・ウォルトン